# Jose Maria Panganiban
Jose Maria Panganiban (ur. 1 lutego 1863, zm. 19 sierpnia 1890) – filipiński pisarz.

## Życiorys
Urodził się w Mambulao w prowincji Camarines Norte jako syn Vincenta Panganibana i Juany Envergi. Podstawową edukację zapewniła mu matka, ucząc go między innymi katechizmu. Po jej przedwczesnej śmierci ojciec chłopaka wysłał go do seminarium w Naga w prowincji Camarines Sur. Po jego ukończeniu z dyplomem z zakresu filozofii w 1882 dostał się, z pomocą jednego z nauczycieli, do prestiżowego Colegio de San Juan de Letran. Absolwentami tej placówki było wielu przedstawicieli ówczesnej filipińskiej elity intelektualnej. Podjął następnie studia medyczne na manilskim Universidad de Santo Tomas. W 1887 napisał Anatomia de Regines, jeden ze swych cenionych tekstów o tematyce medycznej. Jego prace poświęcone chirurgii, terapeutyce oraz patologii ogólnej również spotykały się z uznaniem i były nagradzane. Ojciec Pedro Echevarria, rektor Universidad de Santo Tomas stworzył z nich antologię, zaprezentowaną następnie podczas Exposicion General de Filipinas w Madrycie w 1887.
Panganiban kontynuował swoją edukację już w Hiszpanii. Podjął studia na uniwersytecie w Barcelonie w 1888. Także podczas pobytu w metropolii związał się z ruchem na rzecz głębokich przemian politycznych na wciąż będących kolonialną posiadłością Hiszpanii Filipinach. Dołączył do będących częścią tego ruchu stowarzyszeń, takich jak Asociacion Hispano-Filipina oraz La Solidaridad. W rozległej działalności publicystycznej, którą wkrótce rozwinął skupiał się na problemach systemu edukacyjnego na Filipinach. Starał się także oddać w swoich tekstach filipińską mentalność oraz sposób myślenia, zwłaszcza w połączeniu z jej implikacjami dla kraju. Nazywano go z tego powodu obrońcą filipińskiego honoru. Jose Rizal, jeden z liderów ruchu na rzecz reform, współcześnie uznawany za najważniejszego filipińskiego bohatera narodowego z wielkim uznaniem wyrażał się o pisarstwie Panganibana. Niektóre z pozostawionych przezeń artykułów to El Pensamiento, La Universidad de Manila: Su Plan de Estudio oraz Los Nuevos Ayuntamientos de Filipinas. Pisywał także krótkie formy prozatorskie, na przykład Ang Lupang Tinubuan, Noches en Mambulao, Sa Aking Buhay, Bahia de Mambulao, Clarita Perez i Kandeng.
Błyskotliwą karierę Panganibana przerwały poważne komplikacje zdrowotne. Zapadł na gruźlicę. Zmarł w Barcelonie. W 1934 na cześć pisarza nazwano jego miasto rodzinne. Dzięki staraniom historyka Domingo Abelli szczątki Panganibana sprowadzono ostatecznie z Barcelony na Filipiny.